# 金成陽三郎
金成 陽三郎（かなり ようざぶろう、1965年8月20日 - ）は、日本の漫画原作者。男性。神奈川県相模原市出身。

## 概要
執筆した一連の作品はテレビドラマ・アニメ・CDドラマ・ノベルスとメディアミックス化されている。
『ウロボロスの輪』シリーズでは少女漫画への進出も果たしている。
1995年、『金田一少年の事件簿』で第19回講談社漫画賞少年部門受賞。

## 作品
- 超頭脳シルバーウルフ（漫画：越智辺昌義、マガジンSPECIAL、講談社、1991年）※デビュー作
- さくら貝の約束―The Sweet Story of Penguins Couple（漫画：ひこねのりお+襟立智子、アース出版局、1992年）
- 金田一少年の事件簿（漫画：さとうふみや、原案：天樹征丸、週刊少年マガジン、講談社、1992年 - 1998年[2]）
- ミステリー民俗学者 八雲樹（漫画：山口譲司、週刊ヤングジャンプ→ビジネスジャンプ、集英社、2001年 - 2004年）
- ギミック!（漫画：薮口黒子、週刊ヤングジャンプ、集英社、2005年）
- ウロボロスの輪（漫画：山本景子、集英社、2005年）
- 超本格詐欺師ミステリーHOOK（漫画：高橋ゆたか、集英社、2006年）
- TRACKER 大神冬馬（漫画：野間ろっく、ビジネスジャンプ、集英社、2007年）
- デカルトの憂鬱―見知らぬ私（漫画：上野愛、集英社、2010年）
- シュセンドー（漫画：安達哲、ビジネスジャンプ、集英社、2010年）

以下の3冊は、『人形草紙あやつり左近』の原作者・写楽麿とともに「監修」を担当
- 真犯人は!? 名探偵が解き明かす 未解決事件の謎（バンブーコミックス、竹書房、2015年2月発行）
- 真犯人は!? 名探偵が解き明かす 残虐 未解決事件の謎（バンブーコミックス、竹書房、2015年3月発行)
- 真犯人は!? 名探偵が解き明かす 驚愕! 暗殺事件の謎（バンブーコミックス、竹書房、2015年4月発行）

## 出演
- テレビドラマ「金田一少年の事件簿」第1話「異人館村殺人事件」（1995年、日本テレビ） - 時田家使用人（特別出演）※欠番作品